# イクエ・モリ
イクエ・モリ（森 郁恵、1953年12月17日 -  ）は、ニューヨークで活動するドラマー、エレクトロニック・ミュージシャン、作曲家、グラフィックデザイナーである。 2022年度「マッカーサー賞」受賞者。

## 略歴
東京に生まれる。パンクを聴く以前は、音楽にほとんど興味を持っていなかったという。1977年にニューヨークを訪れた際、現地のミュージック・シーンに感銘を受け、以降ニューヨークに滞在し続けた。
最初の音楽キャリアは、イースト・ヴィレッジのアート・リンゼイをフィーチャーしたDNAのドラマーとしてであった。それ以前のモリに音楽の経験はほとんどなかったが、すぐに独自のスタイルを築いた。ある評論家は彼女を「タイトで、飽きのこない非対称リズムの達人」と表現し、批評家のレスター・バンズは「私見では森はサニー・マレイを抜いた」と評している。
DNAの解散後、ニューヨークの実験音楽シーンで活動するようになった。やがてドラムセットの使用を放棄し、ドラムマシンでの演奏を始め、サンプリングを駆使して演奏するスタイルへと変化していく。モリによると、ドラムマシンを「音が壊れる」ようにしようとしていたという。批評家のアダム・ストロームは、彼女が「楽器のための新しい世界をつくり出した。それはバックのリズムであるとか、ロボット的なフィルであるとかを遥かに超えている」と述べている。近年、モリはラップトップを主要な楽器として使用しているが、「エレクトロニック・パーカッション」とクレジットされることがある。
1995年に、元Ground Zeroの加藤英樹、元ヘンリー・カウのフレッド・フリスとコラボレーションを始め、Death Ambientを結成した。このトリオは3枚のアルバム、『Death Ambient』（1995年）、『Synaesthesia』（1999年）、『Drunken Forest』（2007年）をリリースした。
ソロ以外にも、デイヴ・ダグラス、ブッチ・モリス、キム・ゴードン、サーストン・ムーアをはじめ、ジョン・ゾーンとマイク・パットンとのトリオ、そしてゾーンのエレクトリック・マサダの一員としてなど、数多くのミュージシャンと共演した。ジーナ・パーキンスと共にデュオ・プロジェクト、Phantom Orchardとしてもレコーディングとツアーを行っている。またツァディクにて、レコーディングや、アルバムのアートワークを手掛けるなどの活動を行っている。
ヴィジュアル・アートからインスピレーションを得ている。2000年にリリースされたアルバム『One Hundred Aspects of the Moon』は、月岡芳年の『月百姿』からインスパイアされたものである。2005年のアルバム『Myrninerest』は、アウトサイダー・アーティストのマッジ・ギルからインスピレーションを受けている。
2005年-2006年の現代芸術財団アーティスト賞を受賞した。
2022年に「マッカーサー賞（通称「ジニアス・アウォード」（天才賞））」を受賞。

## ディスコグラフィ

### ソロ（及び連名）・アルバム
- 『ペインテッド・デザート』 - Painted Desert (1995年) ※ロバート・クイン、マーク・リボー参加
- Hex Kitchen (1995年)
- Garden (1996年)
- B/Side (1998年)
- One Hundred Aspects of the Moon (2000年)
- Labyrinth (2001年)
- Myrninerest (2005年)
- Bhima Swarga (2007年)
- Class Insecta (2009年)
- Near Nadir (2011年) ※マーク・ナウシーフ、エヴァン・パーカー、ビル・ラズウェル参加
- Bit-Part Actor (1996年、Braille Records) ※David Watson / Jim Denley / Rik Rue / Amanda Stewart / Ikue Mori名義
- Highsmith (2017年、ツァディク) ※with Craig Taborn

キム・ゴードン、DJ オリーブ & イクエ・モリ
- SYR5: ミュージカル パースペクティブ (2000年、ソニック・ユース・レコーディング)

Mephista (イクエ・モリ、シルヴィー・クロヴァジェ & スージー・イバラ)
- Black Narcissus (2002年、ツァディク)
- Entomological Reflections (2004年、ツァディク)

ロッテ・アンカー、シルヴィー・クロヴァジェ & イクエ・モリ
- Alien Huddle (2008年、Intakt)

エリック・フリードランダー、イクエ・モリ & シルヴィー・クロヴァジェ
- Claws and Wings (2013年、Skipstone)

シロ・バプティスタ
- Infinito (2009年、ツァディク) ※Cyro Baptista's Banquet Of The Spirits名義

デイヴ・ダグラス
- 『フリーク・イン』 - Freak In (2003年、RCA)

フレッド・フリス & アンサンブル・モデルン
- 『トラフィック・コンティニューズ』 - Traffic Continues (2000年、Winter & Winter)

ロヴァ・サキソフォン・カルテット
- Electric Ascension (2005年、Atavistic)

ジョージ・スパノス
- Dreams Beyond (2014年、Evolver Records)

ジョン・ゾーン
- 『ロクス・ソルス』 - Locus Solus (1983年、Rift)
- The Bribe (1986年 [1998年]、ツァディク)
- Godard/Spillane  (1987年 [1999年]、ツァディク)
- 『フィルム・ワークス3』 - Filmworks III: 1990–1995 (1995年、トイズファクトリー)
- Filmworks VI: 1996 (1996年、ツァディク)
- 『コブラ』 - Cobra: John Zorn's Game Pieces Volume 2 (2002年、ツァディク)
- Hemophiliac (2002年、ツァディク) ※with Hemophiliac
- Voices in the Wilderness (2003年、ツァディク)
- The Unknown Masada (2003年、ツァディク)
- 50th Birthday Celebration Volume 4 (2004年、ツァディク) ※with Electric Masada
- 50th Birthday Celebration Volume 6 (2004年、ツァディク) ※with Hemophiliac
- Mysterium (2005年、ツァディク)
- Electric Masada: At the Mountains of Madness (2005年、ツァディク) ※with Electric Masada
- Filmworks XVI: Workingman's Death (2005年、ツァディク)
- Six Litanies for Heliogabalus (2007年、ツァディク)
- Femina (2009年、ツァディク)
- Interzone (2010年、ツァディク)
- Rimbaud (2012年、ツァディク)
- In Lambeth (2013年、ツァディク) ※with the Gnostic Trio
- On Leaves of Grass (2014年、ツァディク) ※with the Nova Quartet